# Hélène Carrère d'Encausse
Hélène Zourabichvili, conocida como Hélène Carrère d'Encausse (apellido de su marido) (París, 6 de julio de 1929 - París, 5 de agosto de 2023), fue una historiadora y política francesa de origen georgiano y germano-ruso, especializada en el estudio de la historia de Rusia. Fue miembro de la Academia Francesa, de la cual fue nombrada «secretaria perpetua», siendo la primera mujer que ocupó este puesto, y eurodiputada entre 1994 y 1999 por el partido de derecha conservadora Agrupación por la República. Recibió la Gran Cruz de la Legión de Honor y el premio Princesa de Asturias de Ciencias Sociales 2023, que no pudo recibir pues falleció dos meses antes de la entrega.

## Datos biográficos

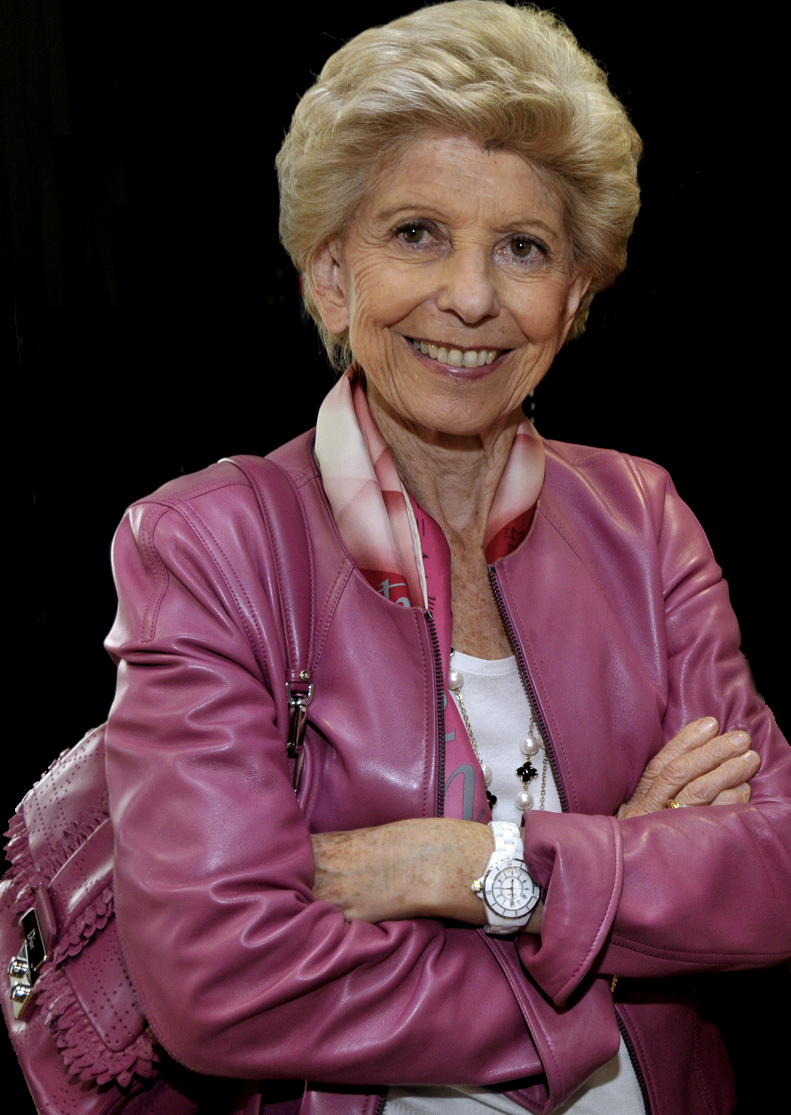
Hélène Carrère d'Encausse en el Festival Internacional de Geografía 2010

Hija del economista y filósofo georgiano Georges Zourabichvili y de Nathalie von Pelken, de origen germano-ruso. Sus padres tuvieron dos hijos, Hélène y el compositor Nicolas Zourabichvili. Además, fue prima de Salomé Zurabishvili, quien fuera embajadora de Francia en Georgia.
Descendía de una familia de aristócratas georgianos que conocieron la prosperidad y, después de la Revolución rusa y la ocupación de Georgia, la pobreza. Sus antepasados habían sido servidores del Imperio ruso y se dispersaron posteriormente por Europa. Carrère impartió cursos en la universidad de La Sorbona y después en el Instituto de Estudios Políticos de París.
Hélène contrajo matrimonio en 1952 con el negociante en seguros Louis Édouard Carrère d'Encausse (n. 1928) (hijo de Georges Carrère, violinista y director de conservatorio, y de Paule Carrère-Dencausse, pianista y concertista), con quien tuvo 3 hijos: el escritor Emmanuel Carrère (1957), la abogada Nathalie Carrère (1959) y la doctora en Medicina y presentadora de televisión Marina Carrère d'Encausse (1961).

## Carrera profesional
En 1978, predijo el fin de la URSS en su libro L'Empire éclaté, no por efecto de las acciones deliberadas de Ronald Reagan o del papa Juan Pablo II, sino a causa, según la historiadora, de la alta natalidad en las repúblicas musulmanas de Asia Central. Esta predicción resultó parcialmente equivocada ya que el movimiento de secesión vino de las repúblicas bálticas, la región más europea de la URSS, mientras que las repúblicas musulmanas se mantuvieron globalmente en calma hasta que tuvieron acceso a la independencia.
Fue profesora invitada de diversas universidades en América del Norte y en Japón. Recibió un doctorado honoris causa de la Universidad de Montreal y de la Universidad Católica de Lovaina. Fue presidenta de la Radio Sorbonne en Radio France de 1984 a 1987. Fue también miembro de la Comisión de conocedores para la reforma del código sobre la nacionalidad en Francia en 1986-1987.
Durante 1992, ocupó el cargo de consejera en el Banco Europeo para la Reconstrucción y el Desarrollo (BERD), participando en la elaboración de una política de asistencia para la democratización de los antiguos países comunistas. Fue elegida diputada al Parlamento Europeo en junio de 1994 por el partido Agrupación por la República, actuando como vicepresidenta de la Comisión de Asuntos Extranjeros y de Defensa y como vicepresidenta de la Comisión de Archivos Diplomáticos de Francia. También presidió la Comisión de Ciencias del Hombre en el Centro Nacional del Libro de 1993 a 1996. En 1998, fue nombrada miembro del Consejo Nacional para el Desarrollo de las Ciencias Humanas y Sociales. En 2004, fue presidenta del Consejo Científico del Observatorio Estadístico de Inmigración e Integración.
Recibió el premio Aujourd'hui por su libro L'Empire éclaté en 1978; el premio Louise Weiss en 1987; el premio Comenius en 1992 por el conjunto de su obra y el premio Ambassadeurs en 1997, por su libro Nicolas II de Russie. Es miembro asociada de la Real Academia de Bélgica.
Fue elegida a la Academia francesa el 13 de diciembre de 1999 y ocupó la silla número 14 que antes había sido de Jean Mistler. Inmediatamente fue nombrada secretaria perpetua de la Academia, reemplazando a Maurice Druon. Utilizó el título no feminizado de "secretario perpetuo" inmediatamente después de su elección.
Dentro de la Academia Francesa, se opuso así a la feminización de títulos y funciones para las mujeres en lengua francesa. Según los comentarios recogidos por Raphaëlle Rérolle de World, tampoco fue muy alentadora con respecto a las candidatas a la Academia Francesa, de las cuales solo 4 de los 40 escaños estaban ocupados por mujeres en 2017.
Después de una declaración oficial de la Academia Francesa el 26 de octubre de 2017, calificando la escritura inclusiva como un «peligro mortal», Bertrand Louvel, primer presidente del Tribunal de Casación, envió una carta a la Academia Francesa pidiéndole que revise sus recomendaciones. La cuestión de la feminización de títulos y funciones. Él escribe: «el uso de la feminización de funciones se ha extendido dentro del servicio civil y el poder judicial».
En mayo de 2018, en el sitio web de la Academia Francesa, Hélène Carrère d'Encausse se describió como «historiadora» (uso del femenino), pero siguió utilizando los términos masculinos (en francés): «secretario perpetuo», «presidente», «comandante» y «oficial».

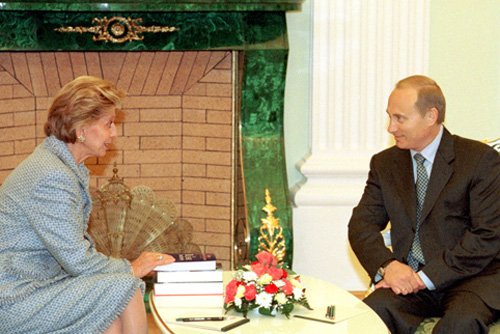
La historiadora con Putin, octubre de 2000.

El 10 de mayo de 2023, el Jurado del Premio Princesa de Asturas, le otorgó el Premio de Princesa de Asturias de Ciencias Sociales 2023, en el acta de jurado se hace notar que Hélène "Carrère d'Encausse es una de las personalidades más brillantes, originales y distinguidas de la historiografía francesa y del pensamiento europeo contemporáneo."

## Reconocimientos
- Gran Cruz de la Légion d'honneur el 30 de diciembre de 2011
- Oficial de la Orden Nacional del Mérito (Francia)
- Comendador de la Orden de las Artes y las Letras
- Comendador de la Orden de Leopoldo de Bélgica
- Comendador de la Orden de la Cruz del Sur de Brasil
- Orden de la Amistad de Rusia, 14 de noviembre de 1998[8]
- Orden de Honor de Rusia, 13 de octubre de 2009[9][10]
- Premio Princesa de Asturias de Ciencias Sociales 2023[11]

## Obra literaria
- L'Union Soviétique de Lénine à Staline, Éditions Richelieu, 1972, 442 p.
- L'Empire éclaté, París, Flammarion, 1978, 320 p.
- Le Pouvoir confisqué. Gouvernants et gouvernés en URSS, París, Flammarion, 1980, 336 p.
- Le Grand Frère: l'Union soviétique et l'Europe soviétisée, París, Flammarion, 1983, 384 p.
- La Déstalinisation commence, París, Complexe, 1984, 208 p.
- Ni Paix ni Guerre: le nouvel empire soviétique ou du bon usage de la détente, París, Flammarion, 1986, 396 p.
- Le Grand Défi: bolcheviks et nations, 1917-1930, París, Flammarion, 1987, 340 p.
- Le Malheur russe. Essai sur le meurtre politique, París, Fayard, 1988, 560 p.
- La Gloire des nations ou La fin de l'empire soviétique, París, Fayard, 1990, 492 p.
- Victorieuse Russie, París, Fayard, 1992, 440 p.
- L'URSS de la Révolution à la mort de Staline, 1917-1953, París, Seuil, 1993, 384 p.
- La Russie inachevée, París, Fayard, 2000, 360 p.
- L'Impératrice et l'abbé: un duel littéraire inédit entre Catherine II et l'abbé Chappe d'Auteroche, París, Fayard, 2003, 640 p.
- Nations et Saint-Siège au XX siecle, coloquio bajo la dirección de d'Hélène Carrère d'Encausse, París, Fayard, 2003, 462 p.
- Russie, la transition manquée, coll. "Les Indispensables", París, Fayard, 2005, 1032 p.
- L'Empire d'Eurasie. Une histoire de la Russie de 1552 à nos jours, París, Fayard, 2005, 506 p.
- La Deuxième Mort de Staline, París, Éditions Complexe, 2006, 276 p.
- La Russie entre deux mondes, París, Fayard, 2010, 327 p.

### Biografías
- Catherine II. Un âge d'or pour la Russie, París, Fayard, 2002, 656 p.
- Lénine, París, Fayard, 1998, 698 p.
- Nicolas II, la transition interrompue, París, Fayard, 1996, 552 p.
- Staline, l'ordre par la terreur, París, Flammarion, 1979, 288 p.
- Alexandre II, le printemps de la Russie, Fayard, 2005, 522 p.